# Sustainalytics
Sustainalytics is een bedrijf dat de duurzaamheid van beursgenoteerde bedrijven beoordeelt op basis van hun prestaties op het gebied van milieu, maatschappij en ondernemingsbestuur (ESG). Het bedrijf is ontstaan uit een fusie tussen het in Toronto gevestigde Jantzi Research, dat in 1992 werd opgericht door Michael Jantzi, de huidige CEO van Sustainalytics, en zijn Europese tegenhanger. Na de overname van GES International op 9 januari 2019 had Sustainalytics meer dan 600 werknemers met kantoren in 17 steden over de hele wereld en meer dan 700 klanten van institutionele beleggers. Het hoofdkantoor is gevestigd in Amsterdam.

## Morningstar overname
In 2016 publiceerde Morningstar, Inc. de eerste duurzaamheidsrating voor beleggingsfondsen en exchange-traded funds op basis van het ESG-onderzoek van Sustainalytics. In 2017 werd Morningstar, Inc. 40% aandeelhouder van het bedrijf. Op 21 april 2020 voltooide Morningstar Inc. de overname en kocht de resterende 60% van de aandelen.

## Yahoo! Finance
In 2018 is Yahoo! Finance begonnen met het opnemen van de ESG-score van Sustainalytics voor meer dan 2.000 bedrijven. Particuliere beleggers zullen ook kunnen zien of bedrijven betrokken zijn bij controverses of controversiële producten of praktijken, zoals thermische kolen en controversiële wapens.

## Groene leningen en green bonds
In 2017 heeft ING Groep de eerste duurzaamheidslening uitgegeven waarbij de rente van de lening is gekoppeld aan de duurzaamheidsrating van de kredietverstrekker, Koninklijke Philips N.V., zoals gemeten door Sustainalytics. Sustainalytics biedt ook "second opinions" voor uitgevers van overheidsobligaties die het kader van de groene, sociale of duurzaamheidsobligatie van de uitgevende instelling beoordelen. In 2017 en 2018 hebben beleggers Sustainalyitcs verkozen tot "Most Impressive Second Opinion Provider" voor deze dienst in de GlobalCapital Sustainable and Responsible Capital Markets Awards.

## Emissieschandalen
Sustainalytics signaleerde bezorgdheid over het bestuur bij Volkswagen maanden voor het emissieschandaal van Volkswagen in 2015. Sustainalytics had 18 maanden voordat het bedrijf in januari 2017 werd beschuldigd van het overtreden van de emissiewetgeving bij 104.000 dieselauto's, ook al problemen gesignaleerd op het gebied van corporate governance bij Fiat Automobiles.

## HBR's 100 best presterende CEO's
In 2015 begon Harvard Business Review de ESG-rating van Sustainalytics op te nemen als onderdeel van haar beoordeling van de 100 best presterende CEO's ter wereld.

## Indices
In 2000 lanceerde Sustainalytics de Jantzi Social Index, de eerste sociaal gescreende aandelenindex bestaande uit Canadese bedrijven, en in 2013 werkte Sustainalytics samen met Global Compact van de Verenigde Naties om de Global Compact 100-index te lanceren, een real-time aandelenindex die Global Compact-ondertekenaars volgt aan wie Sustainalytics een hoge ESG-rating heeft toegekend. Op 10 september 2018 publiceerde de Wereldbank een nota over duurzame ontwikkeling die is gekoppeld aan de Global Sustainability Signatories Index van Sustainalytics, een andere index die ondertekenaars van het Global Compact van de Verenigde Naties met hoge duurzaamheidsbeoordelingen volgt.